# Larvik
Larvik è un comune norvegese e un centro abitato della contea di Vestfold. 
Confina a nordest con i comuni di Holmestrand e Tønsberg, ad est con il Sandefjord a sud si affaccia sul fiordo di Oslo e lo  Skagerrak, a ovest confina con i comuni di Porsgrunn e Siljan e a nord-ovest con la contea di Viken.
Il territorio comunale ha subito progressivi ampliamenti, nel 1988 sono confluiti nel comune i soppressi comuni di Stavern, Hedrum, Brunlanes e Tjølling, nel 2018 il comune di Lardal. 
Larvik è anche nota per aver dato i natali a Thor Heyerdahl, antropologo, esploratore, regista e scrittore norvegese. 

## Geografia fisica
Il territorio comunale raggiunge la massima elevazione con i 622 m s.l.m. del Vindfjell nella parte occidentale al confine col comune di Siljan.  
Il fiume Numedalslågen, scorre, con un percorso tortuoso e ricco di anse, da nord a sud percorrendo tutto il comune alternando piccole cascate e rapide a tratti più lenti, sul fiume Dalelva, uno dei suoi affluenti percorso si trova la principale cascata della contea con un salto di circa 12 metri.
Altri posti degni di nota sono il lago Farris ed il fiume Numedalslågen, chiamato anche Lågen dalla gente del posto, che sfocia nel fiordo di Larvik. Una fonte di acqua dolce è situata sotto la locale foresta di faggi di Farris.
La mobilità della popolazione di Larvik è supportata da un servizio di traghetti che la collegano quotidianamente con la città di Frederikshavn, in Danimarca. A Larvik si trova Villa Treschow, di proprietà di Mille-Marie Treschow, la donna più ricca della Norvegia.
Nel comune si trova anche la foresta di faggi selvatici più a nord del mondo, la foresta di Bøkeskogen. La città ha inoltre dato il nome alla Larvikite, una roccia intrusiva di tipo sienitico.

## Storia

### Simboli
Lo stemma attualmente in uso è stato adottato nel 2018. Vi sono rappresentate sette sorgenti d'acqua che formano un albero.
Sette gocce simboleggiano l'acqua che dalla foresta defluisce nei torrenti (ad esempio i fiumi Lågen e Farris) e poi nel fiume che sfocia nel fiordo. I corsi d'acqua hanno costituito la base per l'industria siderurgica, la pesca del salmone e la produzione di energia pulita.
L'albero rappresenta la foresta di faggi, dove la silvicoltura è stata di grande importanza per la crescita dell'imprenditoria locale oltre ad essere fonte di svago e benessere.
In precedenza il comune di Larvik utilizzava uno stemma azzurro con albero di nave con tre vele a rappresentare le tradizioni marinare del paese.

## Amministrazione

### Gemellaggi
- Andora
- Frederikshavn
- Borlänge
- Malbork
- Jyväskylä

## Gruppi musicali
- Absolute Steel, gruppo heavy metal